# Sherill Samson
Sherill Samson (2 maart 1975) is een Nederlands radio-dj en -presentator.
Samson werkte als dj en presentator bij het radiostation FunX. Vervolgens was ze redacteur en presentator bij het Radio 2-programma Schiffers.fm. Na werkzaam te zijn geweest bij het Isala Theater in Capelle aan den IJssel, heeft Samson haar eigen dagelijkse radioprogramma Sherill for Real bij de AVRO op jazz-zender Radio 6 gehad. Dit programma liep van september 2010 tot en met december 2013.
Momenteel werkt Samson als redacteur en presentator bij de lokale zender Open Rotterdam.
Sherril Samson woont in Rotterdam.